# Fleschenburg
Die Fleschenburg (auch Flessenburg, Flässenburg oder Flessenhof) war ein befestigter Hof nordöstlich des heutigen Frankfurter Stadtteils Oberrad. Die Reste der Anlage wurden um 1800 abgetragen. Vor Ort ist heute nichts mehr davon sichtbar.

## Geschichte
Die abgegangene Niederungsburg wurde um 1200 erstmals urkundlich erwähnt. Die Ursprünge der Fleschenburg sind aber weitgehend unbekannt. Der Name könnte auf ein ansonsten nicht belegtes Adelsgeschlecht von Flessen zurückgehen oder vom Wort fließen abgeleitet sein. Für letzteres spräche der Wassergraben des befestigten Hofes sowie die Lage in flachem Gelände unterhalb Oberrads an einem Altarm des Mains. Dieser Graben wurde von mehreren am Hang austretenden Quellen gespeist.
Zum Zeitpunkt ihrer ersten Erwähnung befand sie sich bereits im Besitz des Johanniterordens, der in Frankfurt seit 1293 den Johanniterhof mit der Johanniterkirche besaß. Zum Fleschenhof gehörten 50 Morgen Land in der Oberräder Gemarkung sowie am Fußweg nach Offenbach. Der heutigen Gerbermühle unweit der Fleschenburg ging mit dem Wasserhof, später Strahlenberger Hof ein ähnlicher adliger Hofbesitz voraus.
Der Kommenthur des Johanniterordens zu Frankfurt erklärt 1420, dass die Stadt Frankfurt seinem Orden gestattet habe, Schafe auf dem Hof Fleschenburg im Stadtwald weiden zu lassen.
Der Hof wurde zumeist an Pächter vergeben, diese sind seit 1432 nachweisbar. Wahrscheinlich betrieben die Johanniter hier vorwiegend Viehwirtschaft. Mehreren Urkunden ist zu entnehmen, dass sie wiederholt mit den Oberrädern und Sachsenhäusern in Streit gerieten wegen der Mastungs- beziehungsweise Weiderechte im Frankfurter Stadtwald.
Der Mainzer Erzbischof Berthold von Henneberg ließ nach der Ermordung eines Geistlichen im Jahre 1490 die Gräben der Wasserburg einebnen und den Turm abbrechen.
Die Zustände auf dem Hof gaben mehrfach Anlass zu Verwicklungen. 1608 meldete der Oberräder Schultheiß dem Rat verdächtige Personen, die sich auf dem Hof aufhalten sollten. Im Jahre 1683 erfolgte eine Vermessung des Hofgutes durch Konrad Lauff, dem damaligen Schultheiß zu Oberrad.
1726 blieb der Pächter die Abgaben für Viehtrieb und Viehpfründe schuldig. Für die Jahre 1737, 1766, 1774, 1775, 1777 und 1781 sind jeweils polizeiliche Maßnahmen belegt, meist weil sich nicht gemeldete oder sogar gesuchte Personen dort aufhielten. 1781 beklagte ein Landamtmann, dass der Fleschenhof auf unglaubliche Weise vermietet werde, allerlei Gesindel sei der Aufenthalt gestattet. Doch handelten die örtlichen Behörden meist vorsichtig, um nicht mit den Johannitern in Konflikt zu geraten.
Auch um den Zustand der Anlage war es in dieser Zeit schlecht bestellt, die Gebäude verfielen zusehends. Nach 1800 wurde der Fleschenhof schließlich auf Abbruch verpachtet, die Steine wurden zum Straßenbau verwendet, Reste der noch vorhandenen Wassergräben wurden eingeebnet. Der Grundriss der Hofanlage ist auf einer Gemarkungskarte von 1736 im Frankfurter Institut für Stadtgeschichte erhalten. Nach dem Hof ist in Oberrad die Flaschenburgstraße benannt.